# Чейни, Элизабет
Эли́забет «Лиз» Ли́нн Че́йни Пе́рри (англ. Elizabeth Lynne Cheney Perry; род. 28 июля 1966, Мадисон, Висконсин) — американский юрист и политический деятель. Будучи членом Республиканской партии, она была членом Палаты представителей США от штата Вайоминг с 3 января 2017 года по 3 января 2023 года и председателем фракции республиканцев в Палате представителей с 2019 по 2021 год. Известная своей критикой президента Дональда Трампа, она голосовала за признание Трампа виновным в ходе его второго импичмента и поддержала кандидатуру Камалы Харрис на президентских выборах в 2024 году.

## Биография
Элизабет Чейни родилась 28 июля 1966 года в Мадисоне (штат Висконсин, США) в семье политиков Дика Чейни и Линн Чейни (в девичестве Винсент; оба род. в 1941), которые женаты с 29 августа 1964 года. У Элизабет есть младшая сестра — ЛГБТ-активистка Мэри Чейни (род.1969).
Элизабет окончила «Colorado College», «University of Chicago Law School» и «Oriental Institute».

## Карьера
До поступления на юридический факультет Элизабет работала в Государственном департаменте в течение пяти лет и Агентстве США по международному развитию в период между 1989 и 1993 годами. После 1993 года Чейни устроилась на работу в «Armitage Associates LLP», консалтинговую фирму, основанную Ричардом Эрмитейджем.
После окончания юридического факультета Элизабет занималась юридической практикой в частном секторе и в качестве международного адвоката и консультантом Международной финансовой корпорации.
В 2016 году была избрана членом Палаты представителей США от штата Вайоминг, набрав 62 % голосов избирателей. С 1979 по 1989 год эту же должность занимал её отец. На выборах 6 ноября 2018 года Чейни снова была избрана в Палату представителей, набрав 127 951 голос и обойдя кандидата от демократов с 59 898 голосами. В августе 2022 года потерпела поражение на республиканских праймериз в Вайоминге, уступив поддержанной бывшим президентом Дональдом Трампом Харриет Хейгман (66 против 29 %).
Является одним из десяти членов Палаты представителей от Республиканской партии, проголосовавших за импичмент Дональда Трампа за неделю до окончания его президентского срока в 2021 году.
На выборах-2024 поддержала Камалу Харрис.

## Личная жизнь
Элизабет замужем за юристом Филипом Перри. У супругов есть пятеро детей: три дочери и два сына: Кейт Перри (род. 1994), Элизабет Перри (род. 1997), Грейс Перри (род. 2000), Филип Ричард Перри (род. в июле 2004) и Ричард Перри (род. 11.07.2006).

## Награды
- Президентская гражданская медаль[англ.] (2 января 2025)[10]